# تشارلز دنت
تشارلز دنت هو سياسي كندي، ولد في 20 يوليو 1951.